# تورف مور
تورف مور هو ملعب كرة قدم يقع في لانكشر، إنجلترا، يتسع لـ 21401 متفرج. تم وضع حجر الأساس للملعب في 1833. تم افتتاحه في 17 فبراير 1883. كانت تكلفة إنشاء الملعب £5.3 مليون جنيه إسترليني.